# Холси, Уильям Фредерик
Уи́льям Фре́дерик Хо́лси-младший («Бык») (англ. William Frederick Halsey, Jr.; 30 октября 1882 — 16 августа 1959) — американский адмирал периода Второй мировой войны, командовал соединениями и флотами на Тихом океане.

## Биография
Уильям Фредерик Холси родился 30 октября 1882 года городке Элизабет, штат Нью-Джерси в семье морского офицера. Его отец — лейтенант Уильям Фредерик Холси-старший, выпускник военно-морской академии 1873 года. Мать — Энн Брюстер Холси, предки которой были первыми массачусетскими колонистами. В семье Уильяма Ф. Холси был ещё один ребёнок — младшая дочь.
В 1904 году окончил военно-морскую академию в Аннаполисе. Во время Первой мировой войны был командиром миноносца в составе патрульных сил в Атлантике.
В межвоенный период служил военно-морским атташе в Германии, Норвегии, Дании и Швеции. В 1935 году прошёл лётную подготовку и был назначен командиром авианосца «Саратога». В 1937 году был назначен начальником станции военно-морской авиации в Пенсаколе. В 1938 году он стал командиром эскадры авианосцев («Энтерпрайз» и «Йорктаун»), дислоцированных в Пёрл-Харборе.
Во время нападения японцев на Пёрл-Харбор 7 декабря 1941 года авианосная эскадра Холси находилась в плавании и не пострадала. В апреле 1942 года Холси был назначен командиром 16-й оперативной группы (авианосцы «Хорнет» и «Энтерпрайз»), дислоцированной на Гавайских островах. В тот же месяц с «Хорнета» был осуществлен знаменитый рейд Дулиттла.
Перед битвой за Мидуэй из-за болезни Холси заменил Рэймонд Спрюэнс. Когда Холси выздоровел, ему было поручено руководство группой ВМС в районе Соломоновых островов. С 18 октября 1942 года он стал командующим группировкой ВМС США в южной части Тихого океана. В октябре 1942 года он руководил боем у островов Санта-Крус, а 12—13 ноября 1942 года провёл успешное для американцев морское сражение при Гуадалканале. В июне 1944 года Холси был назначен командующим 3-м флотом.
Поочерёдно с адмиралом Рэймондом Спрюэнсом Холси командовал группировкой ВМС в центральной части Тихого океана (в её состав входили 3-й и 5-й флоты США). Он руководил американскими силами во время сражения в заливе Лейте 24 октября 1944 года.
2 сентября 1945 года на флагманском корабле Холси — линкоре «Миссури» — был подписан акт о безоговорочной капитуляции Японии.
В апреле 1947 года Холси вышел в отставку, после чего занимал руководящие посты в ряде частных компаний.

## Воинские звания
- 1 марта 1938 — контр-адмирал
- 13 июня 1940 — вице-адмирал (временное звание)
- 24 июля 1941 — вице-адмирал (постоянное звание)
- 18 ноября 1942 — адмирал (временное звание)
- 11 декабря 1945 — адмирал флота
- 13 мая 1946 — адмирал флота (при отставке)

## Отражение в культуре
Известный хит британского рок-музыканта, бывшего члена группы The Beatles Пола Маккартни Uncle Albert/Admiral Halsey отчасти посвящён Холси.
В фильме «Мидуэй» 2019 года роль адмирала Холси сыграл Дэннис Куэйд.